# Nano-ITX
Nano-ITX is de naam van een klein moederbord, onder andere bedoeld voor auto-computers, embedded systems en multimedia systemen.
Het is een product uit de Epia-lijn van VIA. De moederborden kunnen door hun geringe afmetingen (12 x 12 cm) worden ingezet voor allerhande toepassingen, w.o. mobiele systemen. De koeling is passief uitgevoerd, om ook geluidshinder uit te sluiten. Het zijn de kleine broertjes van de Mini-ITX computers.
Deze boards zijn zowel in actief als passief gekoelde processoren beschikbaar.